# محمد دحلان
محمد يوسف شاكر دحلان (29 سبتمبر 1961)، قيادي سابق في حركة فتح، وسياسي فلسطيني، ورئيس جهاز الأمن الوقائي الفلسطيني السابق في غزة، وقائد سابق لمنظمة شبيبة فتح، وعضو العلاقات السابق بمنظمة التحرير الفلسطينية وعضو اللجنة المركزية لحركة فتح بالانتخاب في مؤتمرها السادس الذي عقد في بيت لحم بتاريخ 2009/8/4 م، وحصل على أعلى نسبة أصوات من مرشحي فتح في دائرة محافظة خان يونس في انتخابات المجلس التشريعي الفلسطيني عام 2006 م، واستقال من منصب مستشار الأمن القومي بعد الانقسام الفلسطيني، وشغل مفوض الإعلام والثقافة في اللجنة المركزية لحركة فتح. تم فصله من حركة فتح دون علم أعضاء اللجنة المركزية في حركة فتح بقرار من الرئيس محمود عباس بسبب انتقاده لسياسة محمود عباس إتجاه غزة وموظفين السلطة الوطنية في قطاع غزة.[وفقًا لِمَن؟] وأصدرت اللجنة المركزية لحركة فتح قرار فصل دحلان ووقع على القرار محمود عباس بسبب تهم تتعلق بالفساد، وقررت اللجنة إحالة ملفه إلى القضاء.
اختارته السلطة الفلسطينية عضوا في فريق التفاوض الفلسطيني في مرحلة ما بعد توقيع اتفاق أوسلو بدءا من مفاوضات القاهرة عام 1994، ومرورًا بمفاوضات طابا والمفاوضات على إطلاق سراح الأسرى. وواي ريفر وكامب ديفيد الثانية وانتهاءً بقيادته للمفاوضات التي أفضت إلى ما يسمى ببروتوكول العبور والحركة في سياق الإعداد لمرحلة ما بعد تطبيق خطة الإخلاء الإسرائيلي لقطاع غزة عام 1995.
قضى خمس سنوات في السجون الإسرائيلية في الفترة من 1981-1986 قبل ترحيله إلى الأردن عام 1988. متكلم يتحدث العربية والعبرية بطلاقة.

## الحياة المُبكّرة
وُلد محمد دحلان في مخيم خان يونس بعدما هاجرت أسرته من قرية حمامة المُهجَّرة عام 1948 واستقرَّت في مخيم خان يونس على أملِ العودة. تزوَّج دحلان من جليلة (وُلدت في المملكة العربية السعودية في الأول من كانون الثاني/يناير 1966)؛ وحصل الثنائي على أربعةِ أطفال هم فادي (من مواليد 5 تشرين الأول/أكتوبر 1990 في تونس)؛ فيراز (من مواليد 8 آب/أغسطس 1992 في تونس أيضًا)، هديل (من مواليد 19 تشرين الأول/أكتوبر 1995 في غزّة) وأصيل (من مواليد 25 أيلوب/سبتمبر 2003 في غزة). حصل الستة جميعهم على الجنسية الصربية في 6 كانون الأول/ديسمبر 2013، كما يحملُ محمَّد دحلان جنسية الجبل الأسود منذ عام 2012. يعيشُ دحلان في المنفى في أبو ظبي حيث يعمل عن كثبٍ مع عائلة آل نهيان الحاكمة وهي إحدى أقوى العوائل في الإمارات العربية المتحدة، كما تربطهُ علاقات وثيقة بالرئيسِ المصري عبد الفتاح السيسي.

## النشاط السياسي

### البداية
اختير دحلان لرئاسةِ الأمن الوقائي الفلسطيني في غزة بعد توقيعِ اتفاق أوسلو ونجحَ في بناية قوة قوامها 20,000 رجلًا؛ مما جعلهُ واحدًا من أقوى القادة الفلسطينيين ما مكَّنهُ من العملِ بانتظامٍ مع وكالة المخابرات المركزية الأمريكية ومسؤولي المخابرات الإسرائيلية. اتُهمت القوات التي كان يُشرف عليها بتعذيبِ معتقلي حماس طوال فترة التسعينيات وهو ما نفاهُ دحلان. خلال هذه الفترة؛ كان يُطلق على دحلان في غزة اسم «دحلستان» بسببِ قوّته، لكنَّ سمعته قد تضرَّرت عقبَ فضيحة كارني (وتُعرف كذلك باسمِ فضيحة المنطار) عام 1997 عندما تبيّن أن دحلان كان يُحوِّل 40% من الضرائب المفروضة على معبر كارني (يُقدَّر بنحوِ مليون شيكل في الشهر) إلى حسابه المصرفي الشخصي.

### الانتفاضة الثانية
توترت العلاقة بين محمد دحلان وياسر عرفات في عام 2001 وذلك بعد مطالبة الأوّل بالقيامِ بإصلاحات في السلطة الوطنية الفلسطينية وتعبيرهِ عن استيائه من عدم وجود «سياسة مُتمَاسكة». استقالَ دحلان في العام الموالي من منصبهِ كرئيسٍ للأمن الوقائي في غزة على أملِ أن يُصبح وزيرًا للداخلية لكنَّ لم يحدث هذا فعُرض عليهِ بدلًا عن ذلك منصب مستشار أمني لكنه رفض ذلك. بحلول نيسان/أبريل من العام 2003؛ عَيَّن محمود عباس محمد دحلان رئيسًا للأمنِ الوقائي الفلسطيني على الرغمِ من اعتراض عرفات. أُقيل دحلان من منصبهِ بعد شهورٍ قليلةٍ وبالضبطِ في أيلول/سبتمبر – حينما استقالَ عباس من منصب رئيس الوزراء – فحلَّ محلَّهُ حكم بلعاوي.
حاولَ دحلان القيام بحملات من أجلِ مكافحة الفساد كما وصفَ نفسه بأنه «ناقدٌ صريحٌ لعرفات» رغم أن العديد من المراقبين قد شكّكوا فيما كان يقول ويفعل. فازَ دحلان وأتباعه في انتخابات فتح الداخلية في غزة. قِيل إن دحلان هو من كان يقفُ في عام 2004 وراء الاضطرابات التي استمرَّت لأسبوعٍ في غزة وذلك بعد تعيينِ موسى عرفات (ابنُ شقيق ياسر عرفات) رئيسًا لقوات شرطة غزة. لقد اعتُبر هذا التعيين خطوة متعمدة لإضعافِ موقف دحلان قبل خطة فك الارتباط الأحادية الإسرائيلية عن قطاع غزة عام 2005 وهو الأمرُ الذي أثار احتجاجات واسعة النطاق.

### التوتر في غزة
انتُخبَ دحلان في 26 كانون الثاني/يناير 2006 بفارقٍ ضئيلٍ في المجلس التشريعي الفلسطيني لدخولِ الانتخابات التشريعيّة الفلسطينية لعام 2006 كممثلٍ لخان يونس. اتخذ دحلان موقفًا مُتشددًا ضد حماس؛ ووصف انتصارهم في الانتخابات بأنه كارثة كما هدَّد بمطاردتهم إلى حينِ انتهاء فترة ولايتهم فضلًا عن تهديدهِ بتقريع وإذلال مؤيدي فتح الذين ينضمُّون للسلطة الفلسطينية بقيادة حماس.
حاولَ مُسلَّحون في الرابع عشر من كانون الأول/ديسمبر 2006 اغتيال رئيس الوزراء الفلسطيني إسماعيل هنية أثناء عبوره حدود غزة مع مصر؛ مما أدى إلى مقتل حارس شخصي وإصابة خمسة آخرين وتوتر العلاقات أكثر فأكثر بين حماس وفتح في كلٍ من غزة والضفة الغربية. اتهمت حماس دحلان بالوقوفِ وراء محاولة اغتيال هنيّة؛ لكن دحلان رفضَ كل تلكَ الاتهامات قائلًا «إنَّ حكومة حماس مسؤولةٌ مسؤولية كاملة عن أحداث الأمس.»
عقدَ دحلان في السابع من كانون الثاني/يناير 2007 أكبر تجمعٍ على الإطلاقِ لأنصار فتح في قطاع غزة؛ وفيهِ ندَّد بحماس واصفًا إيّاهم «بمجموعةٍ من القتلة واللصوص» وتعهَّد بأنه سيفعل كل شيء لحماية نشطاء فتح. ردًا على ذلك؛ وصفت حماس دحلان بأنه «انقلابي» واتهمتهُ بجرِّ الفلسطينيين إلى حافة الحرب الأهلية.
كان دحلان ممثلًا لحركة فتح في المفاوضات التي أسفرت عن اتفاق مكّة في الثامن من شباط/فبراير 2007 والذي اتفق فيه الطرفان (فتح وحماس) على وقفِ الاشتباكات العسكريّة في غزة وتشكيل حكومة وحدةٍ وطنية. عُيّن دحلان في آذار/مارس 2007 من قِبل الرئيس الفلسطيني محمود عباس لقيادة مجلس الأمن القومي الفلسطيني الذي أعيد إنشاؤه حديثًا ويُشرف على جميع قوات الأمن في الأراضي الفلسطينية. نظم دحلان وحدات شبه عسكرية تضمُّ عدة آلاف من المقاتلين المدربين بمساعدةٍ أمريكية في الدول العربية؛ كما ضغطَ على إسرائيل للسماحِ لقوات فتح في غزة باستلام شُحنات كبيرة من الأسلحة والذخيرة لمحاربة حماس.
في طبعة نيسان/أبريل 2008 من مجلّة فانيتي فير؛ تبيَّن أنه وبعد انتخابات عام 2006 كان دحلان عنصرًا محوريًا في مؤامرة أمريكية للانقلابِ على الحكومة المنتخبة ديمقراطيًا حماس. قالت المجلّة الشهيرة إنَّ الأمريكيون قدَّموا الأموال والأسلحة إلى دحلان؛ وقاموا بتدريبِ رجاله ثمَّ أمروه بتنفيذِ انقلابٍ عسكري ضد حماس في قطاع غزة؛ ومع ذلك فقد نجحت حكومة حماس المُنتخبة في إيقافِ هذه الخطوة بعدما نفذت هي نفسها «انقلابًا مسلحًا».
استقالَ دحلان في تمّوز/يوليو من عام 2007 من منصبه كمستشارٍ للأمن القومي. لم تكنِ الاستقالة أكثر من مجرد إجراء شكلي؛ لأنَّ محمود عباس أصدر مرسومًا بحلِّ مجلس الأمن القومي فور «استيلاء» حماس على السلطة في غزة. ألقى كثيرون في فتح باللومِ على دحلان مُحمّلين إيّاهُ مسؤولية الانهيار السريع لقوات فتح خلال معركة غزة التي استمرت لأقل من أسبوع بعدما حسمتها حماس لصالحها. خلال المعركة؛ استولى عناصر في حماس على منزل دحلان على ساحل غزة وهُدِّمَ فيما بعد.

### العودة إلى الضفة الغربية
بعد وقتٍ قصيرٍ من طرد قواته من غزة؛ أعاد دحلان تمركزه في الضفة الغربية؛ وقد ازدادت التوترات بين مؤيديه ومعارضيه عندما أجرى زعيم فتح ووزير الداخلية السابق هاني الحسن مقابلة مع قناة الجزيرة قال فيها إنَّ ما حدث في غزة لم يكن حربًا بين فتح وحماس؛ لكن بين حماس وعناصر من فتح من المتواطئين مع الأمريكيين والإسرائيليين في إشارةٍ إلى أنصار دحلان. تسبّبت تصريحات الحسن في إثارةِ الكثير من الجدل؛ فضغطَ ممثلو دحلان على محمود عباس لطردِ هاني الحسن ومعاقبتهِ بينما فتح مسلحون ملثمون النار على منزله في رام الله؛ فاتهمَ الحسن القيادي الفتحاوي دحلان بالتخطيطِ لقتله وهو ما نفاهُ دحلان من جديدٍ كما فعل من قبل مع اتهامهِ بالوقوف وارء محاولة اغتيال إسماعيل هنيّة.
قِيل إن إدارة بوش مارست في تشرين الأول/أكتوبر 2007 ضغوطًا شديدةً على رئيس السلطة الفلسطينية محمود عباس لتعيين دحلان نائبًا له؛ وقال بعضُ مسؤولي فتح إن الولايات المتحدة وبعض دول الاتحاد الأوروبي قد أوضحوا أنهم يودون رؤية دحلان يخلفُ عباس كرئيسٍ للسلطة الفلسطينية. انتُخب دحلان في آب/أغسطس 2009 لعضويّة اللجنة المركزية لحركة فتح، لكن النتائج كانت مثيرة للجدل وذلك بعد استقالات جماعية في صفوف الحركة بسببِ مزاعم بأن الانتخابات كانت مُزوّرة.

## الجدل

### اتهامات بالفساد
عام 1997 نُشرت تقارير عما عرف بفضيحة معبر كارني عندما تم الكشف أن 40% من الضرائب المحصلة من الاحتلال عن رسوم المعبر والمقدرة بمليون شيكل شهريا كانت تحول لحساب «سلطة المعابر الوطنية الفلسطينية» التي اتضح فيما بعد أنها حساب شخصي لمدير جهاز الأمن الوقائي في حينه محمد دحلان.

### مقتل ياسر عرفات
طُرد دحلان من فتح في حزيران/يونيو من عام 2011 بسببِ مزاعم الرئيس الفلسطيني محمود عباس المتكررة بأن محمد دحلان هو من قتل عرفات؛ وبحلول أيلول/سبتمبر من نفسِ العام داهمت الشرطة الفلسطينية منزله واعتقلت حُرَّاسه المسلحين. اتهمت حركةُ فتح محمد دحلان رسميًا في آب/أغسطس 2011 بقتلِ عرفات باستخدام السم؛ وفي حزيران/يونيو 2012 وبعد تحقيقٍ استمرَّ 9 أشهر أجرتهُ قناة الجزيرة؛ عُثر على آثار البولونيوم السام والمُشع على ممتلكات عرفات مَا زاد من الشكوك بأنَّ ياسر قد تسمَّم فعلًا.
أكّدت اللجنة المركزية لحركة فتح في السابع عشر من تشرين الثاني/نوفمبر 2015 أن قرار فصل محمد دحلان من الحركة نهائي ومحسوم؛ وجاءَ ذلك بعد نحو أسبوعٍ ممَّا نشرته تقارير صحفية مصرية أن الرئيس المصري عبد الفتاح السيسي يقودُ جهودًا لرأبِ الصدع داخل حركة فتح وإجراء مصالحة بين الرئيس الفلسطيني محمود عباس والقيادي المفصول دحلان، وقالت اللجنة المركزية لفتح في بيانٍ رسمي لها: «تمَّ فصلُ دحلان من حركة فتح، بشكل نهائي وبقرار من الأطر المخوّلة والمتمثلة في اللجنةِ المركزية والمجلس الثوري وحسب النظام بسبب تجاوزات مادية خالفت النظم واللوائح، ومسّت ثوابت الحركة والمصالح العليا لشعبنا وإقدامه على تنفيذ اغتيالات لمواطنين أبرياء وقد أحيلت كل هذه التجاوزات للقضاء والمحاكم.»

### اغتيال المبحوح
قادت التحقيقات التي قامت بها شرطة دبي إلى أن الفلسطينيين أحمد حسنين وهو عضو سابق في المخابرات الفلسطينية، وأنور شحيبر ضابط سابق في جهاز الأمن الوقائي الفلسطيني، المتورطان في عملية اغتيال القيادي في حركة حماس محمود المبحوح يتبعان للموساد. وأن الاثنين يعملان موظفين في مؤسسة عقارية تابعة لمحمد دحلان. وحاول دحلان التوسط لدى السلطات في دبي للإفراج عن عميلي الموساد الإسرائيلي ولكن طلبه جوبه بالرفض. ولكن محمد دحلان أنكر أي علاقة له بالموضوع، وأكد أن حماس مخترقة من الموساد، وأن لا علاقة له بالمدعو جمال أسعد شيبر بل بالعكس أكد على أن الشخص تربطه علاقة قوية بحركة حماس، وشكر محمد دحلان شرطة دبي التي استطاعت بما تملكه من تقنيات اكتشاف عناصر المؤامرة. وقد نفت عائلة المبحوح أنها اتهمت دحلان، وأكدت عائلة الشهيد المبحوح أن لديها خلفية حول هوية الفلسطينيين المتورطين في عملية الاغتيال، نافيةً ما تناقلته بعض وسائل الإعلام على لسانها عن اتهامها لعضو اللجنة المركزية لحركة «فتح» محمد دحلان بعلاقته باغتيال نجلها وأن ذلك ليس له أية مصداقية.
وأكد عضو المكتب السياسي لحركة حماس ان دحلان متورط رئيسي في اغتيال القيادي في كتائب القسام محمود المبحوح، ونفى الأنباء التي تناولتها وسائل إعلام عربية وأجنبية حول تورط بعض من أعضاء حركة حماس في اغتيال المبحوح

### محاكمة غيابية
في ديسمبر/كانون الأول 2014، بدأت مُحاكمة دحلان بتهم الفساد في رام الله. وبما أنه لم يمثل في المحاكمة، تقررت مُحاكمته غيابيًا.

### دوره في الحرب الأهلية اليمنية
بعد طرده من حركة فتح، انتقل دحلان إلى الإمارات العربية المتحدة، حيث عمل مُستشارًا أمنيًا. وفي تشرين الأول/أكتوبر 2018، اتُهم دحلان بالتعاون مع أبراهام جولان، وهو من قدامى المُحاربين المجريين والإسرائيليين في الفيلق الأجنبي الفرنسي، لتوظيف مرتزقة أمريكيين سابقين من القوات الخاصة لاغتيال سياسيين يمنيين من حزب التجمع اليمني للإصلاح كجزء من دور الإمارات العربية المُتحدة في الحرب الأهلية اليمنية.

### تركيا
كان دحلان هدفاً لمكافأة عرضتها الحكومة التركية في يناير/كانون الثاني 2020، حيثُ عرضت 4 ملايين ليرة (700 ألف دولار أمريكي) لمن يقدم معلومات تؤدي إلى القبض عليه. تتهم حكومة رجب طيب أردوغان دحلان بأنهُ عميل للمُخابرات الإسرائيلية وداعم مالي لجماعة غولن. حيثُ قامت الحكومة التركية بإتهام دحلان بأنه من أحد الأشخاص الذين كانوا وراء محاولة انقلاب 2016 في تركيا، وذلك بعد تحقيقات آجرتها المخابرات التركية.

## الأمن الوقائي
كُلف دحلان عام 1994 بتأسيس جهاز الأمن الوقائي في غزة، وهو الجهاز المتهم بشكل مباشر بممارسة التعذيب ضد معارضي أوسلو في ذلك الوقت مثل أبناء حركة حماس والجهاد الإسلامي.
وقد أقر نائب وزير الدفاع الإسرائيلي الأسبق زئيف بويم بمسؤولية «رجال» دحلان عن قتل أربعين من معارضيه في لقاء سٌجل عام 2004. وواجه حملة عنيفة من الفصائل الفلسطينية بعد توليه رئاسة جهاز الأمن الوقائي تتهمه بالفساد المستشري في المجتمع الفلسطيني وحاول كبح جماح الفصائل الفلسطينية التي تسيطر على الشارع الفلسطيني والتي تحاول فرض قوانينها الخاصة، مطبقاً إتفاقات أوسلو بالتعاون مع إسرائيل من أجل الحد من المقاومة عبر التنسيق مع الأجهزة الأمنية الإسرائيلية. بسبب تمتعه بتأييد إسرائيل التي عنيت بنقل السيطرة في غزة إليه، عوضا عن انتقالها إلى حماس أو أية جهة أخرى يكلفها عرفات.

### اتفاقية مع إسرائيل ضد حركة حماس
وتعود حرية حركة وعمل الأجهزة الأمنية الفلسطينية وخاصة جهاز الأمن الوقائي إلى اتفاق تم التوصل إليه في روما في بداية العام 1994م، بين محمد دحلان رئيس جهاز الأمن الوقائي في غزة وجبريل الرجوب رئيس الجهاز في الضفة الغربية من جهة، وكل من يعقوب بيري رئيس جهاز المخابرات الإسرائيلي (شين بيت) آنذاك وأمنون شاحاك نائب رئيس هيئة أركان الجيش الإسرائيلي من جهة أخرى. وقد توصل الطرفان في ذلك الاجتماع إلى أن إسرائيل سوف تعطي جهاز الأمن الوقائي حرية الحركة والعمل في مختلف المناطق الفلسطينية مقابل أن يقوم الجهاز بحملة واسعة ضد المعارضة الفلسطينية آنذاك وخاصة حركة حماس.

## انتقادات
وانتقد فلسطينيون آخرون دحلان. في عام 2003، ادعى المُستشار الأمني للرئيس ياسر عرفات جبريل الرجوب الذي لديه خصومة قديمة مع محمد دحلان بأن الجميع يعرف أن دحلان هو «عميل إسرائيلي.» كما تعرض لانتقادات بسبب علاقته الجيدة مع المستشار المالي القديم لياسر عرفات محمد رشيد، وشركة دحلان التي تتخذ من لندن مقرًا لها. ويُزعم أن دحلان قد أثرى نفسه من خلال الفساد؛ وقد قدرت ثروته الشخصية أكثر من 120 مليون دولار.
ويزعم آخرون أنه من أجل ردع الخصوم السياسيين ومُوازنة الميليشيات المسلحة العديدة، احتفظ بجيش خاص في قطاع غزة في عامي 2003 و2004، تم تدريبه وتجهيزه من قبل الأجهزة الأمريكية، حيثُ تنوي إسرائيل فرض صراع بين قوات دحلان وحماس.
كما واجه دحلان انتقادات بشأن دوره في الاضطرابات في غزة، لا سيما في قيامه بأعمال عدائية تجاه قائد القوات الأمنية غازي الجبالي. في عام 2003، داهم مسلحون من قوة الأمن الوقائي مكتب غازي الجبالي، ووصلوا إلى حد حشر رأسه في مرحاض مكتبه.
اتُهم دحلان بأنهُ قام بحملة تشويه وتشهير ضد وزير الشؤون المدنية في السلطة الفلسطينية حسين شيخ في سبتمبر 2012، عندما زُعم تورط الأخير في فضيحة جنسية مع موظفة في مقر عمله.
في عام 2020، يُزعم بأن محمد دحلان لعب دورًا رئيسيًا في الاتفاق الإماراتي الإسرائيلي، الذي أدانته السلطة الوطنية الفلسطينية فيما بعد، يُزعم بأن محمد دحلان مستشار حاكم أبوظبي محمد بن زايد، قد ساعد الإمارات العربية المتحدة في التفاوض بشأن اتفاق لتطبيع العلاقات مع إسرائيل. كما زُعم القائم بأعمال رئيس وزراء السلطة الوطنية الفلسطينية نبيل شعث بأن «دحلان لعب دورًا حاسمًا في حدوث الصفقة» واتهمه نبيل شعث بأنهُ تجاهل مصالح وطنه. كما وُصف دحلان بأنه «خائن» في احتجاجات الشوارع في الضفة الغربية وقطاع غزة، حيث داس المتظاهرون وأحرقوا صور دونالد ترامب ومحمد بن زايد وبنيامين نتنياهو ودحلان.

## روابط خارجية
- محمد دحلان على موقع مونزينجر (الألمانية)